# Províncies d'Itàlia

Corona pel títol de província

A Itàlia, la província és una divisió administrativa de nivell intermedi entre el municipi (comune) i la regió (regione).
Una província està composta per diversos municipis (comuni), i normalment diverses províncies formen una regió (a excepció de la regió del Vall d'Aosta, que no en té cap). Per exemple, Mòdena i Maranello són dos municipis de la província de Mòdena; i la província de Mòdena i la de Reggio Emilia són dues províncies de la regió Emília-Romanya.

## Evolució institucional
Al 2004, hi havia 103 províncies a Itàlia. Al 2001 es van instituir quatre noves províncies a Sardenya (Olbia-Tempio, Ogliastra, Medio Campidano i Carbonia-Iglesias) i van ser adoptades al 2005. En el 2004 es van instituir unes altres tres noves províncies (Monza i Brianza a la Llombardia, Fermo a les Marques i Barletta-Andria-Trani a la Pulla), que van ser adoptades al 2009. Això va donar lloc a un total de 110 províncies.
Al 2015, les províncies de les principals ciutats italianes (Roma, Milà, Nàpols, Torí, Bari, Florència, Bolonya, Gènova, Venècia i Reggio de Calàbria) van ser suprimides per donar vida a deu ciutats metropolitanes.
L'agost del mateix any, la Regió siciliana va suprimir les seves nou Províncies constituint sis Liberi consorzi comunali (Lliures consorcis municipals) i les tres Ciutats metropolitanes de Palerm, Catània i Messina).
Al 2016, es van suprimir les províncies sardes de Olbia-Tempio, Ogliastra, Carbonia-Iglesias i Medio Campidano i es van constituir la Província de Sardenya del Sud i la Ciutat metropolitana de Càller (en lloc de l'homònima província suprimida).
Al 2018, es van suprimir les províncies de Friül Venècia Júlia (Gorizia, Pordenone i Trieste l'1 de genèr, Udine en abril).

## Competències

Províncies d'Itàlia fins l'abril de 2016.

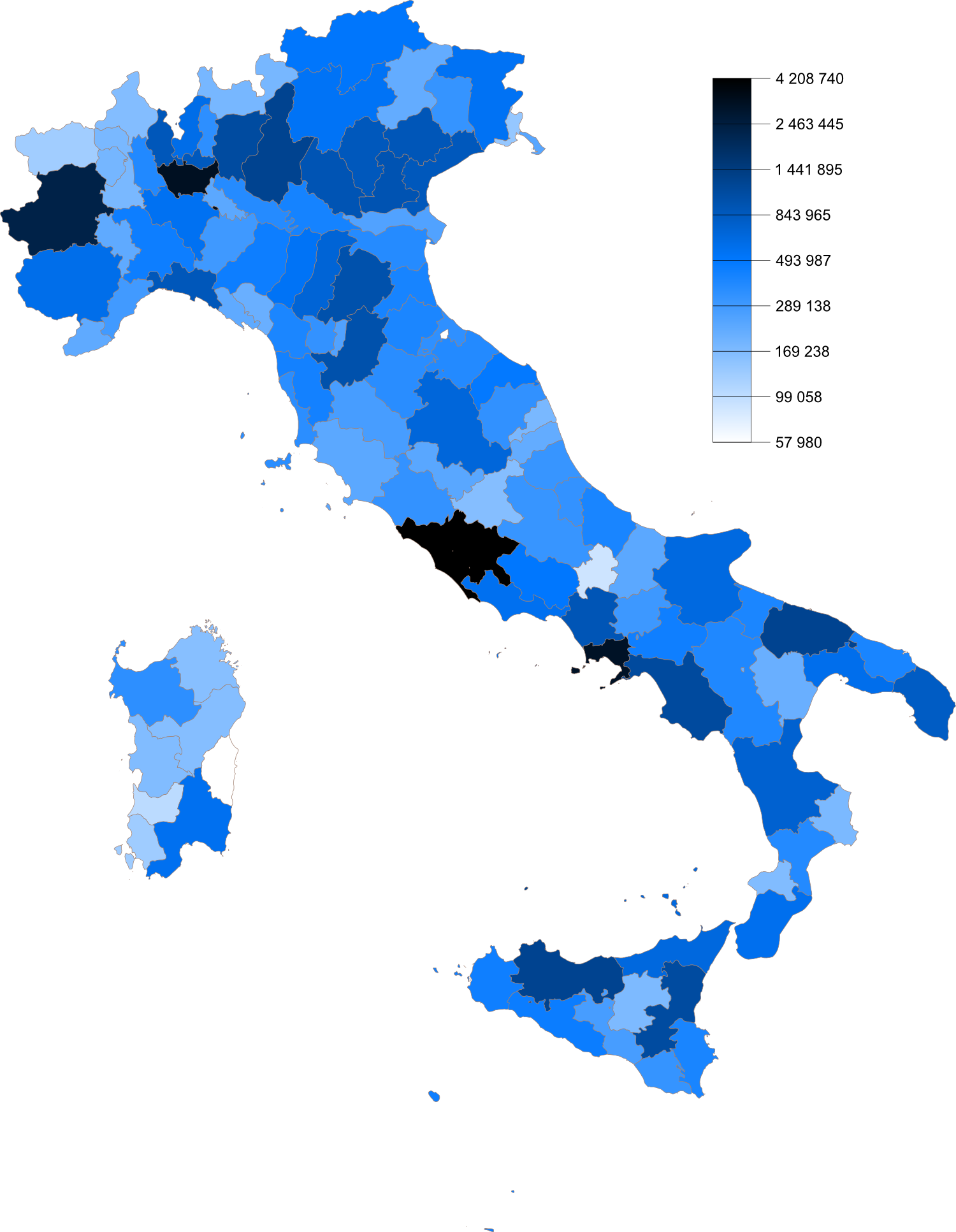
Població a les províncies.

Amb base en l'article 19 del Decret Legislatiu del 18 d'agost de 2000, n. 297 (TUEL), pertanyen a la província les funcions administratives que cobreixen grans zones de la mateixa o tota ella, les següents àrees:
1. La conservació del sòl, la protecció i millora del medi ambient i la gestió en casos de desastre.
2. Protecció i millora dels recursos hídrics i energètics.
3. Promoció del patrimoni cultural.
4. Tràfic i transport.
5. Protecció de la flora i fauna en parcs i reserves naturals.
6. La caça i la pesca en les aigües continentals.
7. Organització de la gestió dels residus a nivell provincial, el rumb, la disciplina i el control de les aigües residuals i de les emissions atmosfèriques així com la contaminació acústica.
8. Serveis de salut, la salut pública i prevenció, atribuïdes per la legislació nacional i regional.
9. Tasques relacionades amb l'educació secundària i la formació artística i professional, incloent edificis escolars, atribuïdes per la legislació nacional i regional.
10. Recopilació de dades i el processament, l'assistència tècnica i administrativa a les autoritats locals.

A més, les províncies tenen un important paper en les tasques de promoció i coordinació d'activitats i la realització d'obres d'interès provincial en el sector manufacturero, el comerç i el turisme, i en el social, cultural i esportiu.
A l'article 20 de la llei del 18 d'agost del 2000, n. 267, la província és també l'encarregada, d'acord amb les normes dictades a nivell regional de l'ordenació i planificació territorial. Això implica: usos del sòl i zonificació, ubicació de grans infraestructures i carreteres principals, els objectius i els mètodes d'intervenció per a l'emmagatzematge d'aigua, gestió hidrològica i hidrològica-forestal (quan impliquin afeccions ambientals). És per això que la província és l'encarregada de determinar la compatibilitat dels instruments d'ordenació territorial elaborats pels municipis.
El Decret Leggilatiu n. 112/1998 va donar a les províncies més competències procedents de les regions i de l'Estat, de conformitat al principi de subsidiarietat, sent les més importants les relatives a:
1. Protecció civil (execució dels plans regionals, la preparació dels plans de districte).
2. Escoles i educació (creació i tancament d'escoles, organització de la xarxa d'escoles, edificis escolars).
3. Estalvi i eficiència energètica.
4. Transport.
5. Autoescoles (llicències, supervisió, consorcis, proves d'aptitud per a professors).
6. Inspecció tècnica de vehicles i reparació de vehicles de motor.
7. Concessió de llicències de transport automotor i àlbums provincials de transportistes per carretera.
8. Indústria.
9. Treball i oficines d'ocupació.

Igualment gairebé totes les províncies italianes disposen del seu propi cos de Policia Provincial (it. Polizia provinciale), amb competències en administració, justícia, medi ambient, construcció, caça i pesca, tràfic, protecció civil, etc.; a part d'altres funcions que puguin ser establertes per les directrius operatives de la seguretat pública provincial.

## Organització
Cada província té un consell provincial (consiglio provinciale) compost per consellers provincials (consiglieri provinciali). Els consellers provincials són triats pels habitants de la província.
Cada província és dirigida per un president. El president de la província presideix el consell provincial i coordina els serveis administratius de la província. És triat pels habitants de la província per a un mandat de 5 anys.

## Llista de províncies i ciutats metropolitanes, per regió
La llista següent ressalta en negreta les províncies que tenen la capital administrativa coincident amb la capital administrativa de la regió.
El codi per a les províncies italianes és ISO 3166-2:IT.
| Regió                 | Províncies                                                   | Mapa |
| --------------------- | ------------------------------------------------------------ | ---- |
| Abruços               | Chieti                                                       |      |
| Abruços               | L'Aquila                                                     |      |
| Abruços               | Pescara                                                      |      |
| Abruços               | Teramo                                                       |      |
| Pulla                 | Bari*                                                        |      |
| Pulla                 | Barletta-Andria-Trani                                        |      |
| Pulla                 | Bríndisi                                                     |      |
| Pulla                 | Foggia                                                       |      |
| Pulla                 | Lecce                                                        |      |
| Pulla                 | Tàrent                                                       |      |
| Basilicata            | Matera                                                       |      |
| Basilicata            | Potenza                                                      |      |
| Calàbria              | Catanzaro                                                    |      |
| Calàbria              | Cosenza                                                      |      |
| Calàbria              | Crotona                                                      |      |
| Calàbria              | Reggio de Calàbria*                                          |      |
| Calàbria              | Vibo Valentia                                                |      |
| Campània              | Avellino                                                     |      |
| Campània              | Benevent                                                     |      |
| Campània              | Caserta                                                      |      |
| Campània              | Nàpols*                                                      |      |
| Campània              | Salern                                                       |      |
| Sardenya              | Càller*                                                      |      |
| Sardenya              | Sardenya del Sud                                             |      |
| Sardenya              | Nuoro                                                        |      |
| Sardenya              | Oristany                                                     |      |
| Sardenya              | Sàsser                                                       |      |
| Emília-Romanya        | Bolonya*                                                     |      |
| Emília-Romanya        | Ferrara                                                      |      |
| Emília-Romanya        | Forlì-Cesena                                                 |      |
| Emília-Romanya        | Mòdena                                                       |      |
| Emília-Romanya        | Parma                                                        |      |
| Emília-Romanya        | Piacenza                                                     |      |
| Emília-Romanya        | Ravenna                                                      |      |
| Emília-Romanya        | Reggio de l'Emília                                           |      |
| Emília-Romanya        | Rímini                                                       |      |
| Friül - Venècia Júlia | Províncies suprimides, 18 unions territorials intercomunals. |      |
| Laci                  | Frosinone                                                    |      |
| Laci                  | Latina                                                       |      |
| Laci                  | Rieti                                                        |      |
| Laci                  | Roma*                                                        |      |
| Laci                  | Viterbo                                                      |      |
| Ligúria               | Gènova*                                                      |      |
| Ligúria               | Imperia                                                      |      |
| Ligúria               | La Spezia                                                    |      |
| Ligúria               | Savona                                                       |      |
| Llombardia            | Bèrgam                                                       |      |
| Llombardia            | Brescia                                                      |      |
| Llombardia            | Como                                                         |      |
| Llombardia            | Cremona                                                      |      |
| Llombardia            | Lecco                                                        |      |
| Llombardia            | Lodi                                                         |      |
| Llombardia            | Màntua                                                       |      |
| Llombardia            | Milà*                                                        |      |
| Llombardia            | Monza i Brianza                                              |      |
| Llombardia            | Pavia                                                        |      |
| Llombardia            | Sondrio                                                      |      |
| Llombardia            | Varese                                                       |      |
| Marques               | Ancona                                                       |      |
| Marques               | Ascoli Piceno                                                |      |
| Marques               | Fermo                                                        |      |
| Marques               | Macerata                                                     |      |
| Marques               | Pesaro i Urbino                                              |      |
| Molise                | Campobasso                                                   |      |
| Molise                | Isernia                                                      |      |
| Piemont               | Alessandria                                                  |      |
| Piemont               | Asti                                                         |      |
| Piemont               | Biella                                                       |      |
| Piemont               | Cuneo                                                        |      |
| Piemont               | Novara                                                       |      |
| Piemont               | Torí*                                                        |      |
| Piemont               | Verbano-Cusio-Ossola                                         |      |
| Piemont               | Vercelli                                                     |      |
| Sicília               | Agrigent**                                                   |      |
| Sicília               | Caltanissetta**                                              |      |
| Sicília               | Catània*                                                     |      |
| Sicília               | Enna**                                                       |      |
| Sicília               | Messina*                                                     |      |
| Sicília               | Palerm*                                                      |      |
| Sicília               | Ragusa**                                                     |      |
| Sicília               | Siracusa**                                                   |      |
| Sicília               | Trapani**                                                    |      |
| Toscana               | Arezzo                                                       |      |
| Toscana               | Florència*                                                   |      |
| Toscana               | Grosseto                                                     |      |
| Toscana               | Liorna                                                       |      |
| Toscana               | Lucca                                                        |      |
| Toscana               | Massa i Carrara                                              |      |
| Toscana               | Pisa                                                         |      |
| Toscana               | Pistoia                                                      |      |
| Toscana               | Prato                                                        |      |
| Toscana               | Siena                                                        |      |
| Trentino - Alto Adige | Bozen***                                                     |      |
| Trentino - Alto Adige | Trento***                                                    |      |
| Umbria                | Perusa                                                       |      |
| Umbria                | Terni                                                        |      |
| Vall d'Aosta          | No existeix                                                  |      |
| Vèneto                | Belluno                                                      |      |
| Vèneto                | Pàdua                                                        |      |
| Vèneto                | Rovigo                                                       |      |
| Vèneto                | Treviso                                                      |      |
| Vèneto                | Venècia*                                                     |      |
| Vèneto                | Verona                                                       |      |
| Vèneto                | Vicenza                                                      |      |

- * Ciutat metropolitana
- ** Lliure consorci municipal
- *** Província autònoma

## Denominació de les províncies
La denominació de les províncies és, en la majoria dels casos, la de la seva capital.
- Tres províncies tenen doble denominació: Forlì-Cesena, Massa-Carrara, Pesaro-Urbino.
- Una província té triple denominació: Barletta-Andria-Trani.
- Tres províncies tenen una denominació (almenys parcialment) geogràfica: Sardenya del Sud, Monza i Brianza, Verbano-Cusio-Ossola.
- Dues províncies són bilingües: Bozen-Alt Adige/Bozen-Südtirol i Aosta/Aoste. Les províncies de Trieste, Gorizia i Udine no són del tot bilingües, només alguns dels seus municipis.
- Les sis províncies sicilianes que no són ciutats metropolitanes són anomenades "Lliures consorcis municipals (Liberi consorzi comunali) per llei regional.